# 軍部大臣現役武官制
軍部大臣現役武官制（ぐんぶだいじんげんえきぶかんせい）とは、1900年（明治33年）から1913年（大正2年）までと、1936年（昭和11年）から1945年（昭和20年）までの間に日本に存在した軍部大臣（陸軍大臣・海軍大臣）の就任資格を現役の大将・中将に限定する制度である。現役武官に限るため、文官はもちろん予備役・後備役・退役軍人にも就任資格がないのが原則だったが、1913年（大正2年）から1936年（昭和11年）の間は予備役や後備役の将官にも就任資格があった（軍部大臣武官制）。

## 概説
日本では、明治4年（1871年）7月に兵部省職員令により当時の軍部大臣に当たる兵部卿の補任資格を「少将以上」の者に限っていたが、その後資格を軍人に限定しない時期も存在した。
その後、政党政治の高まりから、軍政に政党政治が浸透してくるのを防止するため、1900年（明治33年）5月に山縣内閣が軍部大臣の補任資格を現役の武官の大将・中将に限るという軍部大臣現役武官制を規定した。現役とは平時軍務に従事する常備兵役を指し、現役武官の人事は天皇大権の内統帥権に属し、国務を司る内閣の関与は基本的に不可能であった。このため、軍部大臣現役武官制の採用によって、明治憲法下の内閣総理大臣が「同輩内の主席」でしかなく組閣に軍部の合意が事実上必要となっていたことから、軍部によるその意向に沿わない組閣の阻止が可能となった。また、たとえ一度組閣されても、内閣が軍部と対立した場合、軍が軍部大臣を辞職させて後任を指定しないことにより内閣を総辞職に追い込み、合法的な倒閣を行うことができ、軍部の政治進出の梃となっていた。
しかし、日露戦争後の国際状況の安定や政党政治の成熟により大正政変に見られるような軍閥批判が高まり、1913年（大正2年）6月に発足した山本権兵衛内閣より軍部大臣の補任資格が予備役や後備役の将官にまで拡大された。
1936年（昭和11年）に起きた二・二六事件を契機とした軍部の政治進出の中で、同年5月に発足した廣田内閣では問題を起こした退役軍人の影響を排除するためという名目で軍部大臣現役武官制を復活させた。以降1945年（昭和20年）の敗戦により軍部大臣が消滅するまで続くことになった。
欧米諸国においては、文官が陸海軍大臣に就任する場合も少なくなく、シビリアン・コントロール（文民統制）の理念が守られていたが、日本では軍が自らの政治的要求を実現する道具に軍部大臣現役武官制を利用して政治進出を行ったとして批判される。

## 沿革

### 前史
軍部大臣現役武官制は、1871年（明治4年）7月、兵部省職員令に「卿一人　本官少将以上」として、兵部卿には少将以上の者をあてると定めたことが起源とされる。その後、1886年（明治19年）2月27日に公布された各省官制（明治19年勅令第2号）では、次官以下の「陸軍省職員」、「海軍省職員」については、「武官ヲ以テ之ニ補ス」として、原則的に武官を任用すると定めたものの（陸軍2条、海軍2条、通則25条）、大臣については特に定めを置かなかった。
1890年（明治23年）3月27日には、陸軍省官制及び海軍省官制を改正し、「職員」に武官を任用するとの原則規定を削除した。ただ、陸軍省官制では大臣に「将官」をあてると定め（別表）、海軍省官制では特に定めを置かなかった（別表参照）。翌1891年（明治24年）7月27日には、陸軍省官制を改正して、大臣及び次官に「将官」をあてるとの定めを削除した（別表参照）。これにより、陸海軍省ともに、大臣を武官に限るとの定めをなくした。ただし、この時期においても現役将官以外が軍部大臣となった例はなく、予備役だった大山巌が1892年（明治25年）8月8日に陸軍大臣となった際、特に現役に復帰とされた。

### 創設
1900年（明治33年）5月19日、第2次山縣内閣は、陸軍省官制及び海軍省官制を改正し、「大臣（大中将）」、「陸軍大臣及総務長官ニ任セラルルモノハ現役将官ヲ以テス」と定めた（附表、別表）。これは、当時力を付けて来た議会・政党勢力の軍事費削減攻勢に対して、軍政に政党政治が浸透してくるのを防止するために取られた処置である。これ以後、大命降下があっても、軍部が現役武官の中から大臣候補を挙げなければ組閣できず、辞職して代わりの候補を出さなければ内閣を維持することもできないこととなる。この規定によって、軍部の意向を抜きに組閣し、内閣を維持することは難しくなった。
第2次西園寺内閣のとき、緊縮財政による国家財政再建や行政整理を理由に、西園寺公望首相が、陸軍による「二個師団増設」の要求を拒否した（二個師団増設問題）。これに対して、上原勇作陸軍大臣が、単独で帷幄上奏して辞職した。陸軍は後任の候補を出さず、軍部大臣現役武官制のために、第二次西園寺内閣は陸軍大臣を欠き、内閣は総辞職せざるを得ず、結果的に軍部による合法的な倒閣が実現される恰好となった。この政変は「陸軍のストライキ」｢陸軍による毒殺」とまで言われ、以降、国政において軍部大臣現役武官制が注目される契機となった。

### 一旦廃止
1913年（大正2年）6月13日、第1次山本内閣において、陸軍省官制および海軍省官制を改正して、軍部大臣の補任資格を現役将官に限るとの規定を削除した（附表、別表）。この改正により、軍部大臣武官制は存続したものの、軍部大臣現役武官制は廃止された。これは、当時、一大国民運動となっていた第一次護憲運動の影響を受けて、山縣有朋・桂太郎らを中心とする軍部と藩閥の反対を押し切り、山本権兵衛内閣総理大臣と木越安綱陸軍大臣が断行したものである。この結果、日清戦争と日露戦争の軍歴により国民的人気の高かった木越は、中将のまま定年前に予備役に編入させられた。
なお、実際の運用では、予備役・後備役・退役の将官などから軍部大臣を任命した例はなく、一旦現役に復帰してから大臣に任命した。しかし、補任資格が予備役・後備役・退役の将官まで広がったことで、大臣候補の範囲も広がり、以後組閣時の苦労が激減した。もっとも、第1次山本内閣の後を受けて大命降下した清浦奎吾は、海軍拡張（八八艦隊の建造費用）について海軍と合意できず、海軍大臣候補が得られなかったため、組閣を断念している（鰻香内閣）。伊藤正徳によると、制度としては予備役でもよいとなっていても、実際問題として誰が適任で誰が空いているか、清浦には全く見当がつかなかった上に相談相手も得られなかったので組閣断念に至ったという（また、清浦が軍部大臣現役武官制の擁護者であった山縣有朋の側近であったことも大きい）。
また、加藤友三郎海軍大臣が1921年（大正10年）からワシントン海軍軍縮会議出席のために外遊するにあたって、原敬内閣総理大臣は内閣官制第2条「内閣總理大臣ハ各大臣ノ首班トシテ機務ヲ奏宣」の規定から内閣総理大臣は軍部大臣を含めたどの大臣の役目も代行できるという解釈から、内閣総理大臣が海軍大臣を代行することを提案した。陸軍は反対するも、原は陸軍大臣代行はしないという約束を陸軍と交わした上で、内閣総理大臣による海軍大臣の代行（事務管理）が可能となった。原敬暗殺事件直後に内閣総理大臣を臨時兼任した内田康哉・原の後任として内閣総理大臣に就任した高橋是清と、三代に渡って文官の内閣総理大臣が海軍大臣を代行した。また、財部彪海軍大臣が1929年（昭和4年）からロンドン海軍軍縮会議出席のために外遊するにあたって濱口雄幸内閣総理大臣が海軍大臣代行をしたのは、原内閣の時の前例によるものであった。
1922年（大正11年）3月に衆議院は軍部大臣武官制を廃止することを求めた陸海軍大臣任用の官制改正に関する建議を全会一致で可決した。1923年（大正12年）2月、その時首相に就任していた加藤友三郎は議会で「文官が軍部大臣になることは不都合とは考えない」と答弁したが、陸軍からの反発が根強かったため、この案が規則となることはなかった。

### 復活
1936年（昭和11年）5月、廣田内閣のとき、陸軍省官制及び海軍省官制に「大臣及次官ニ任セラルル者ハ現役将官トス」との規定を設けて（附表、別表）、軍部大臣現役武官制を復活させた。この制度復活の目的には、「二・二六事件への関与が疑われた予備役武官（事件への関与が疑われた荒木貞夫や真崎甚三郎が、事件後に予備役に編入されていた）を、軍部大臣に就かせない」ということが挙げられていた。広田内閣は腹切り問答によって陸軍大臣と対立し、議会を解散する要求を拒絶する代わりに総辞職に追い込まれた。
その後、1937年（昭和12年）に宇垣一成（予備役陸軍大将）に対して天皇から首相候補に指名されて大命降下があった際、陸軍から陸軍大臣の候補者を出さず、当時現役軍人で陸軍大臣を引き受けてくれそうな小磯国昭（当時朝鮮軍司令官）に依頼するも断られ、自身が陸相兼任するために「自らの現役復帰と陸相兼任」を勅命で実現させるよう湯浅倉平内大臣に打診したが、同意を得られなかったため、組閣を断念した。1940年には米内内閣が畑俊六陸相の単独辞職により崩壊するなど、日本の軍国主義の深刻化に拍車をかけることになった。
現役武官制と言っても現役武官の誰でも陸相に出来るというわけではなく、「軍の総意」にかなわない人事は難しかった。陸軍の場合は三長官会議（陸相・参謀総長・教育総監）の合意によって新陸相を推挙することが慣例化しており、昭和時代には陸軍の幹部人事について三長官が会議を開くことが陸軍省参謀本部教育総監部関係業務担任規定で明文化された。具体的には、現役武官制の下では、総理が自身の意に適った現役軍人をあらたに陸相にしようとしても、軍内の人事権を持つ三長官が反対で一致すれば、その者を予備役･退役に廻すことで現役軍人でなくなるため、陸相にすることが不可能となり、その内閣は発足出来なくなるし、陸相が内閣や総理の方針が気に入らず、辞任した上で軍部が代わりの陸相を出さなければその内閣は崩壊することになる。軍部大臣現役武官制を復活させた際に広田弘毅首相は議会で「大命を受けた者が任意に軍部大臣を決める」と答弁して陸軍三長官合意を否定していたが、1945年8月の終戦まで陸軍三長官合意による陸相推挙は慣例として続くことになる。この「天皇の軍隊の最高幹部がなんら倫理的葛藤なしに天皇の指名した首相を拒否・打倒する」事態については、山本七平・小室直樹・堺屋太一などが社会評論の題材として分析している。
1944年（昭和19年）、東條内閣が総辞職した際に、東條英機が後継の小磯内閣の陸軍大臣として居残るという動きがあった（東條は首相兼陸相であった）。この時、当時重臣になっていた広田が小磯に対して「僕と寺内君（現役武官制復活当時の寺内寿一陸相）の合意で、陸相人事は三長官の合意に関係なく新首相が自由に指名していいということになっているから」と告げて、小磯はこれを一つの根拠として東條の陸相留任を阻止したという逸話がある。ただし、この時以外の実際の運用はまったく広田が言うようにはなっておらず、もう一方の当事者寺内はこの時南方軍総司令官で海外出征中であった。百瀬孝 著＼伊藤隆 監修『事典 昭和戦前期の日本 制度と実態』によると、広田はこの趣旨で議会答弁も行っており寺内もそのとき反論していないというが、当の広田の後継首相選びの時からしてその答弁に反する運用が行われたのもまた事実である（上記の宇垣一成の組閣失敗時。この時に広田が「首相候補者は三長官合意にかかわりなく自由に陸相を指名できる」と宇垣のために弁じた様子はない）。そして小磯内閣においても、本土決戦へ向けた第1総軍新設に際して杉山元陸相がその総司令官として転出することになった際、繆斌工作が重光葵外相、杉山陸相、米内光政海相、昭和天皇の反対に遭い行き詰まっていた小磯首相は、自身が現役復帰し陸相に就任しようと試みたが、三長官会議は阿南惟幾を後任の陸相に選び、八方塞がりとなった小磯内閣は成立から約8ヵ月半の1945年4月7日に内閣総辞職した。
なお、海軍大臣人事が問題となって内閣の死命が制せられた例は昭和期にはない。ただ、東條内閣が成立する時に海軍が海相候補として出した豊田副武を東條が拒否し、海軍次官の沢本頼雄が「東條じゃどうせ戦争になるから代わりを出さない（ことによって東條内閣を潰す）ことにしましょう」と進言したことがあるが、及川古志郎海相らの判断で嶋田繁太郎を出すことになり、東條内閣は無事成立に至ったという例がある。
また、1944年の小磯内閣成立時には、当時予備役であった米内光政が勅旨により現役復帰して海軍大臣に就任している。現役武官制復活以降、予備役将官が現役復帰して軍部大臣となったのは、東久邇宮内閣の組閣の際に、陸軍大臣に就任することになった下村定が、北支那方面軍司令官として満州に赴任していたため、帰国するまでの間、東久邇宮稔彦王が現役復帰（1945年4月に予備役陸軍大将となっていた）して陸軍大臣を5日間兼任した場合を除き、これが唯一の例である。百瀬孝のように「現役復帰させればよいというのでは現役武官制の趣旨に反する」という指摘もあるが、米内の場合は海軍の総意がそれを望んでおり、特に問題視はされなかった。

### 消滅とその後
1945年（昭和20年）8月、ポツダム宣言を受諾したことによって日本軍は武装を解除された。同年12月、陸軍省は廃止されて第一復員省へ、海軍省は廃止されて第二復員省へ、それぞれ改組されて軍部大臣は消滅した。
1947年（昭和22年）に施行された日本国憲法には、「陸海空軍その他の戦力は、これを保持しない。」（9条）と定め、さらに「内閣総理大臣その他の国務大臣は、文民でなければならない。」（66条2項）と定めた。これにより、軍隊がないために武官も軍部大臣も存在せず、仮に武官がいたとしても国務大臣には就けないこととなった。しかし、その後の国際情勢の変転に伴い、1950年（昭和25年）には、実質的な新国軍として警察予備隊が創設され、この事務を掌理するため警察予備隊本部が置かれた。この警察予備隊本部の長官は国務大臣ではなく、警察予備隊担当の国務大臣が置かれた。
警察予備隊は、保安隊を経て、1954年（昭和29年）に陸上自衛隊となった。自衛隊の事務は、防衛庁（後に防衛省）が掌理し、防衛庁長官（後に防衛大臣）には国務大臣があてられた。国際的には、事実上、防衛庁長官（防衛大臣）は軍部大臣、自衛隊は軍隊、自衛官は武官と目されるようになった。
しかし、現役の自衛官が防衛大臣を兼ねることはともかく、かつて軍人（将校・士官）であった者や自衛官であった者が、防衛大臣に就任すること自体は憲法違反にあたらないと解されている。例えば、短期現役主計科士官であった中曽根康弘（少佐）、松野頼三（少佐）、山下元利（中尉）ら、戦後の陸上自衛隊出身の中谷元（二等陸尉）、航空自衛隊出身の森本敏（三等空佐）らが防衛庁長官・防衛大臣に就任している。
帝国海軍で海軍大将まで上り詰め、現役を退いてから識見を買われて学習院長、外務大臣、駐米大使などを歴任し、戦後に参議院議員を務めた野村吉三郎を1950年代に防衛庁長官に就任させる構想が存在したが、文民統制の観点から断念されたという。
なお、武官にあたる自衛官（いわゆる制服組）のみならず、文民（文官）にあたる内部部局の書記官等事務官（いわゆる背広組）であっても、防衛大臣その他の国務大臣を兼ねることは禁じられていると解される。なぜなら、防衛事務官は一部を除き自衛隊員であり（自衛隊法2条5項）、政治的行為が制限されているからである（同法61条、同施行令86条）。